# Muhàmmad ibn Ishaq
Muhàmmad ibn Ishaq ibn Yassar ibn Khiyar —àrab: محمد بن إسحاق بن يسار بن خيار, Muḥammad b. Isḥāq b. Yassār b. Ḫiyār—, més conegut simplement com a Ibn Ishaq —àrab: ابن إسحاق, Ibn Isḥāq, literalment 'fill d'Isaac'— (mort vers el 767 o el 761) va ser un historiador i hagiògraf àrab musulmà. Sota l'ègida del califa abbàssida al-Mansur, Ibn Ishaq va recollir tradicions orals per tal de redactar la biografia més important de Muhàmmad, el profeta de l'islam, anomenada Sírat Rassul Al·lah (Biografia de l'Enviat de Déu).